# Озерищанська сільська рада
Озерища́нська сільська́ ра́да — адміністративно-територіальна одиниця та орган місцевого самоврядування в Канівському районі Черкаської області. Адміністративний центр — село Озерище.

## Населені пункти
Сільській раді підпорядковані населені пункти:
- с. Озерище

## Загальні відомості
З північного заходу територію ради омивають води Канівського водосховища. На південному заході рада межує із Ліплявською, на південному сході — із Прохорівською сільрадами, на півночі, північному сході та сході — з територією Київської області.
Більше половини території ради, на півночі та північному заході займають ліси, головними породами в яких є дуб та сосна. Вони зростають як окремо (крайній північ), так і змішано (в центрі). Береги Канівського водосховища обривисті та стрімкі, дуже порізані затоками. При берегах утворюються озера-лагуни.
Населення сільради — 264 особи (2009).
По території села проходить асфальтована автодорога Р 09, яка з'єднує Канів з автодорогою Золотоноша-Київ. Від цієї траси на північ до села проходить асфальтована дорога.

## Склад ради
Рада складається з 12 депутатів та голови.
- Голова ради: Захарченко Тетяна Володимирівна

### Керівний склад попередніх скликань
| Прізвище, ім'я, по батькові     | Основні відомості                                                               | Дата обрання | Дата звільнення |
| ------------------------------- | ------------------------------------------------------------------------------- | ------------ | --------------- |
| Дуплій Тетяна Вікторівна        | Сільський голова, 1962 року народження, позапартійна                            | 26.03.2006   | 31.10.2010      |
| Захарченко Тетяна Володимирівна | Сільський голова, 1971 року народження, освіта середня спеціальна, позапартійна | 31.10.2010   |                 |

Примітка: таблиця складена за даними сайту Верховної Ради України

### Депутати
За результатами місцевих виборів 2010 року депутатами ради стали:

#### За суб'єктами висування
| Суб'єкт висування | Кількість обраних депутатів | %   |
| ----------------- | --------------------------- | --- |
| Самовисування     | 12                          | 100 |

#### За округами
| № округу | Прізвище, ім'я, по батькові    | Дата визнання обраним | Освіта             | Партійна приналежність | Відомості про обраного депутата         |
| -------- | ------------------------------ | --------------------- | ------------------ | ---------------------- | --------------------------------------- |
| 1        | Мичка Наталія Яківна           | 02.11.2010            | середня            | позапартійна           | тимчасово не працює                     |
| 2        | Чуприна Віра Василівна         | 02.11.2010            | середня            | позапартійна           | пенсіонер                               |
| 3        | Симониш Любов Володимирівна    | 02.11.2010            | середня            | член Партії регіонів   | тимчасово не працює                     |
| 4        | Будник Володимир Володимирович | 02.11.2010            | середня спеціальна | член Партії регіонів   | тимчасово не працює                     |
| 5        | Каткова Ніна Федорівна         | 11.01.2011            | середня спеціальна | член Партії регіонів   | Канівська ЦРЛ, медична сестра           |
| 6        | Чупрін Олександр Вікторович    | 02.11.2010            | середня спеціальна | член Партії регіонів   | тимчасово не працює                     |
| 7        | Чупріна Наталія Леонідівна     | 02.11.2010            | середня спеціальна | член Партії регіонів   | Будинок культури, бібліотекар           |
| 8        | Яценко Наталія Миколаївна      | 02.11.2010            | середня спеціальна | член Партії регіонів   | тимчасово не працює                     |
| 9        | Наконечна Надія Анатоліївна    | 02.11.2010            | середня            | позапартійна           | тимчасово не працює                     |
| 10       | Недужа Тетяна Вікторівна       | 02.11.2010            | середня            | позапартійна           | тимчасово не працює                     |
| 11       | Станіславська Леся Іванівна    | 02.11.2010            | вища               | позапартійна           | Озерищанська сільська рада, бухгалтер   |
| 12       | Демченко Тамара Володимирівна  | 02.11.2010            | вища               | позапартійна           | ЗАТ"Миронівська птахофабрика", ветлікар |